# تبريد بالإشعاع
التبريد بالإشعاع (بالإنجليزية: Radiant cooling)‏ هو نظام يشير إلى التحكم في درجة حرارة السطح من خلال تبريده أي ازالة الحرارة الموجودة ونقلها من شكل إلى اخر حيث ان نصف نقل الحرارة يتم عن طريق الإشعاع وهذه الحرارة تشع من المتواجدين في الفراغ والالات المتواجدة والإنارة الصناعية المتوفرة في الفراغ. وهذا الانتقال يعتمد على عملية تدفق الحرارة من سطح ساخن إلى الأشياء والمستخدمين إن عملية خفض الحرارة تتم عن طريق اتصال الأسطح ذات الحرارة المختلفة.

## نظام تصميم
أنظمة التبريد بالإشعاع عادة ما تكون نقل الحرارة من خلال تدوير السوائل في نظام مغلق من الأنابيب الحرارية المتصلة مع السطح (بالإنجليزية: hydronic)‏. عادة ما تكون المياه المستخدمة درجة حرارتها 2-4 درجة مئوية أقل من درجة حرارة الهواء الداخلي المطلوب وبعد أن تم استيعابها لهذه الحرارة من قبل تبريد السطح، تتم إزالة الحرارة من المياه التي تتدفق من خلال دائرة الأنابيب المائية الحرارية المغلقة (بالإنجليزية: hydronic)‏، لتحل محلها مياه حرارتها أبرد. إن الغالبية في نتائج عملية التبريد من إزالة الحرارة تكون معقولة من خلال تبادل اشعاعا مع الناس والالات المتوفرة في الفراغ، وليس الهواء، حيث لا يمكن تحقيق الراحة الحرارية للركاب عند ارتفاع درجات الحرارة الهواء الداخلي مقارنة مع الأنظمة القائمة على تبريد الهواء.
وذلك بسبب قدرة التبريد العالية التي تحتاجها الماء، وتسليم سطح تبريد قريبة من درجة حرارة الهواء الداخلي المطلوب، وأنظمة التبريد بالإشعاع تقدم تخفيضات محتملة في استهلاك الطاقة في التبريد.
الحرارة الكامنة (رطوبة) بحاجة إلى أن تدار من قبل نظام مستقل. ويمكن أيضا أن يكون نظام التبريد بالإشعاع متكامل مع غيره من الاستراتيجيات الموفرة للطاقة مثل احمرار الوقت ليلا، وقد يكون غير مباشر نظام التبريد، أويحتاج إلى مضخات حرارة الأرض بسبب حدوث فرق صغيرة في درجة الحرارة ما بين درجة حرارة الهواء الداخلي المطلوب وتبرد سطح.

## أنواع النظام
في حين أن هناك طائفة واسعة من تقنيات نظام، وهناك نوعان أساسيان من أنظمة التبريد بالإشعاع النوع الأول هو النظام الذي يوفر تبريد من خلال بناء الهيكل، وعادة ما يكون الألواح، وتتم تسمية أيضا هذا النظام بأنظمة البناء التي تنشط حراريا.
والنوع الثاني هو الأنظمة التي تقدم من خلال لوحات تبريد المتخصصة. نظم استخدام ألواح من الخرسانة عادة ما تكون أرخص من أنظمة الهياكل وتقدم للاستفادة من الكتلة الحرارية في حين نظم الهياكل تتحكم في درجة الحرارة بشكل أسرع وأكثر مرونة.
يمكن أن يتم وضع التبريد بالإشعاع في لوح الأرض أو السقف
حيث أن أنظمة التدفئة بالإشعاع تميل إلى أن تكون في الجزء السفلي، إن الخيار الواضح يتمثل في استخدام نظام التداول نفسه على المياه المبردة. في حين أن هذا الأمر يبدو معقولا تماما في بعض الحالات، وتقدم التبريد في السقف العديد من المزايا.
أولا، أنه من الأسهل أن تترك السقوف معرضة في الغرف، وزيادة فعالية الكتلة الحرارية.

إن الطوابق تقدم الجانب السلبي بسبب الفرش وتأثيث التي تقلل من فعالية النظام. الثانية، وزيادة التبادل الحراري الحمل الحراري يحدث من خلال وضع سقف المبردة مع ارتفاع الهواء الدافئ، مما يؤدي إلى المزيد من الهواء القادم في اتصال مع السطح المبرد
التبريد يكون من خلال ازالة المكاسب الشمسية من أشعة الشمس، كما في الطابق يمكن تبريدها بسهولة من إزالة هذه الأحمال من السقف.

الألواح مبردة، ذات أهمية حرارية من خلال الكتلة، وبالتالي الاستفادة بشكل أفضل من تقلبات درجات الحرارة النهارية
وتكلفة ألواح المبردة أقل لكل وحدة من مساحة السطح، وأكثر اندماجا مع هيكل.

## لوحات السقف
وترد عموما بمصطلح لوحات التبريد وهي تشع إلى الحدود القصوى، ولكن يمكن تركيبها على الجدران. وعادة ما تعلق في السقف، ولكن يمكن أيضا أن تكون متكاملة مباشرة السقوف.
و إن وحدات البناء توفر المزيد من المرونة من حيث التوظيف، والتكامل مع إضاءة أو أنظمة الكهربائية الأخرى. الكتلة الحرارية أقل مقارنة مع الألواح المبردة يعني أنها لا يمكن ان تحصل بسهولة الاستفادة من التبريد السلبي من التخزين الحراري، ولكن في لوحات التحكم ويمكن بسرعة أكبر التكيف مع التغيرات في درجات الحرارة في الهواء الطلق.

## اللوحات المبردة
اللوحات المبردة هي أيضا أكثر ملاءمة للمباني ذات المساحات التي لديها فرق كبير في أحمال التبريد. لوحات مثقوبة أيضا تقديم أفضل العوازل الصوتية مقارنة مع الألواح المبردة. لوحات السقف هي أيضا مناسبة جدا لعمليات التعديل التحديثي كما يمكن تركيبها في أي سقف. ويمكن للوحات مبردة ان تكون أكثر سهولة من ناحية دمجها مع تهوية الموردة من السقف. لوحات المثقوبة تميل إلى ان تكون تكلفتها أكثر لكل وحدة مساحة من ألواح مبردة.

## مزايا النظام
أنظمة التبريد بالإشعاع توفر استهلاك أقل للطاقة مقارنة بأنظمة التبريد التقليدية القائمة على الأبحاث التي أجريت من قبل مختبر لورانس بيركلي الوطني. التبريد بالإشعاع وفرت في الطاقة بكميات كبيرة وهذا التبريد تعتمد على المناخ، ولكن في المتوسط في جميع أنحاء الولايات المتحدة وفرت في حدود 30٪ مقارنة مع الأنظمة التقليدية وفي المناطق الباردة، والمناطق الرطبة وفرت من 17٪ وفي حين الساخنة، والمناطق القاحلة وفورات من 42٪.
المناطق الساخنة، والمناخات الجافة تقدم أكبر ميزة للتبريد بالإشعاع لأنها تملك أكبر نسبة من التبريد عن طريق إزالة الحرارة بشكل معقول. ويعزى أيضا الكثير من التوفير في الطاقة إلى انخفاض كمية الطاقة المطلوبة لضخ المياه بدلا من توزيع الهواء مع المشجعين.ويتم ذلك بربط النظام مع بناء الكامل، ويمكن التبريد بالإشعاع تحويل بعض التبريد إلى خارج أوقات الذروة ساعات الليل.
التبريد بالإشعاع يؤدي إلى انخفاض تكاليف الطاقة، وتكاليف دورة الحياة بالمقارنة مع الأنظمة التقليدية. وتعزى إلى حد كبير انخفاض تكاليف عناصر بنية وتصميم، في حين خفض تكاليف دورة الحياة الناتجة عن صيانة انخفضت.

## العوامل المحددة
نظرا لاحتمال تشكيل التكاثف على سطح الإشعاع الباردة (مما أدى إلى أضرار المياه، والعفن، وما شابه ذلك)، لم تكن أنظمة التبريد بالإشعاع على نطاق واسع. تكاثف الرطوبة الناجمة من العوامل تحد من قدرة التبريد في نظام التبريد بالإشعاع.
يجب أن تكون درجة الحرارة السطحية لا تساوي أو أقل من درجة حرارة نقطة الندى في الفضاء. بعض المعايير تشير إلى الحد الأقصى لدرجة الرطوبة النسبية في الفضاء إلى 60٪ أو 70٪. درجة حرارة الهواء 26 درجة مئوية (79 درجة فهرنهايت) وهذا يعني نقطة الندى بين 17 درجة مئوية و20 درجة مئوية (63 درجة فهرنهايت و68 درجة فهرنهايت).
مع ذلك هناك أدلة تشير إلى انخفاض درجة الحرارة السطحية درجة الحرارة إلى ما دون نقطة الندى لفترة قصيرة من الوقت قد لا يسبب التكثيف. أيضا، استخدام أنظمة إضافية، مثل مزيل الرطوبة، يمكن أن تحد من نسبة الرطوبة والسماح لزيادة قدرة التبريد.